# Автомагистрали Венгрии

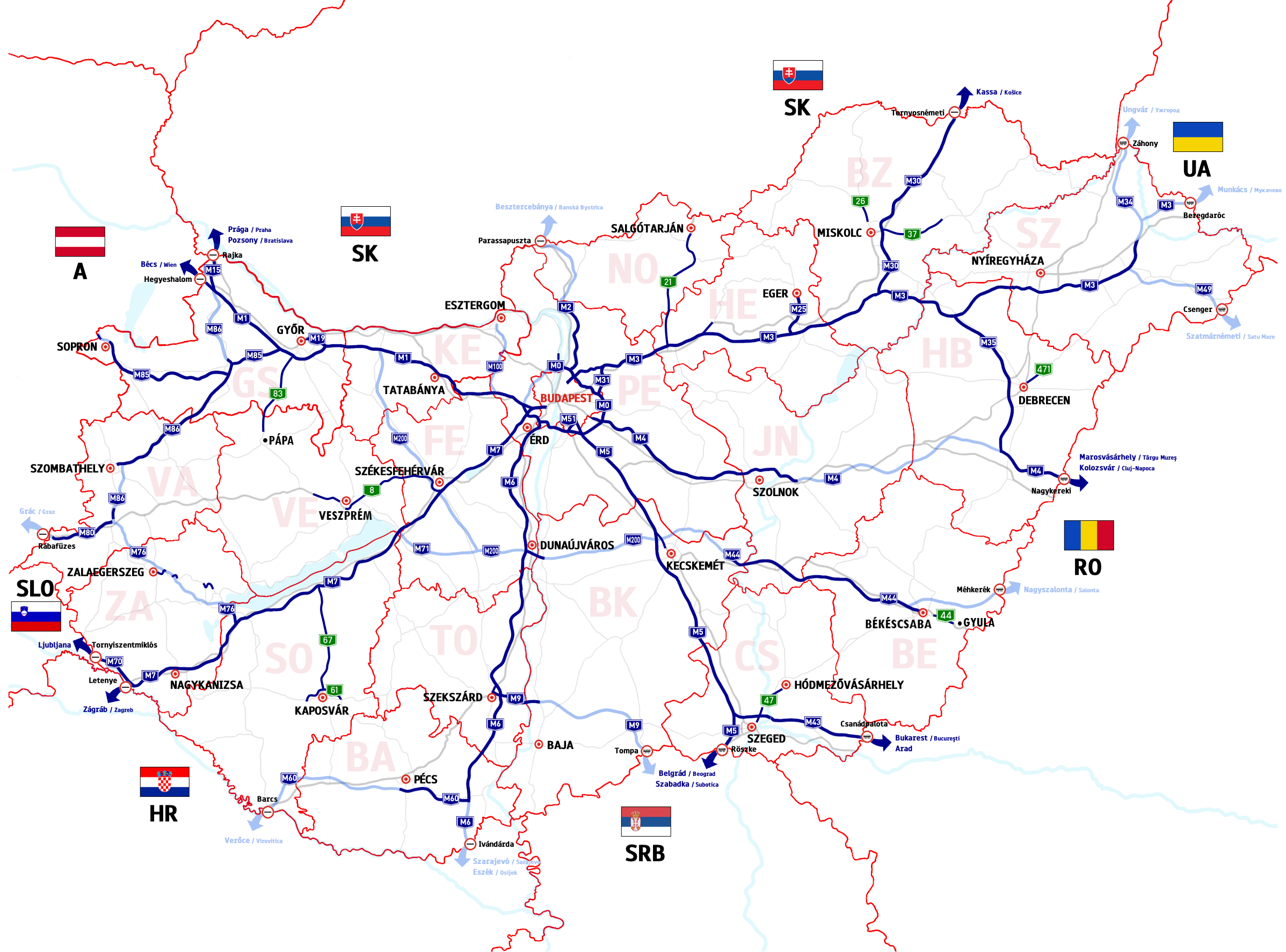

Автомагистрали в Венгрии (венг. Autópálya) — система высокоскоростных трасс, проложенных в стране. По состоянию на 2020 года протяжённость автомагистралей в Венгрии составляет 1740 км.

## Система автомагистралей Венгрии

### Действующие автомагистрали Венгрии
- M0* — кольцевая дорога вокруг Будапешта
- M1 — северо-западная область Венгрии — города Дьёр, Татабанья — и Австрия
- M15* — соединяет M1 с Братиславой
- M3 — северо-восточная область — Мишкольц, Дебрецен, Ньиредьхаза
- M30 — соединяет M3 и Мишкольц
- M35 — соединяет M3 и Дебрецен
- M5 — юго-восточная область — Кечкемет, Сегед — и Сербия
- M6 — M0 (Будапешт) — Печ через Сексард
- M7 — озеро Балатон — Хорватия
- M70 — M7 — Словения
- M8 — в процессе стройки, в настоящее время соединяет Дунауйварош с Дунавече, и Балатонфюзфё c Балатонакараттьей
- M9* — в процессе стройки, на данный момент соединяет М6 и 51 возле Сексарда.

*не полностью соответствуют некоторым критериям специфики автомагистралей

### Строящиеся и запланированные трассы в период с 2007 по 2015 год
- M2 (по направлению к Вацу)
- M25
- M4
- M43
- M44
- M49
- M60
- M8
- M85
- M86
- M9

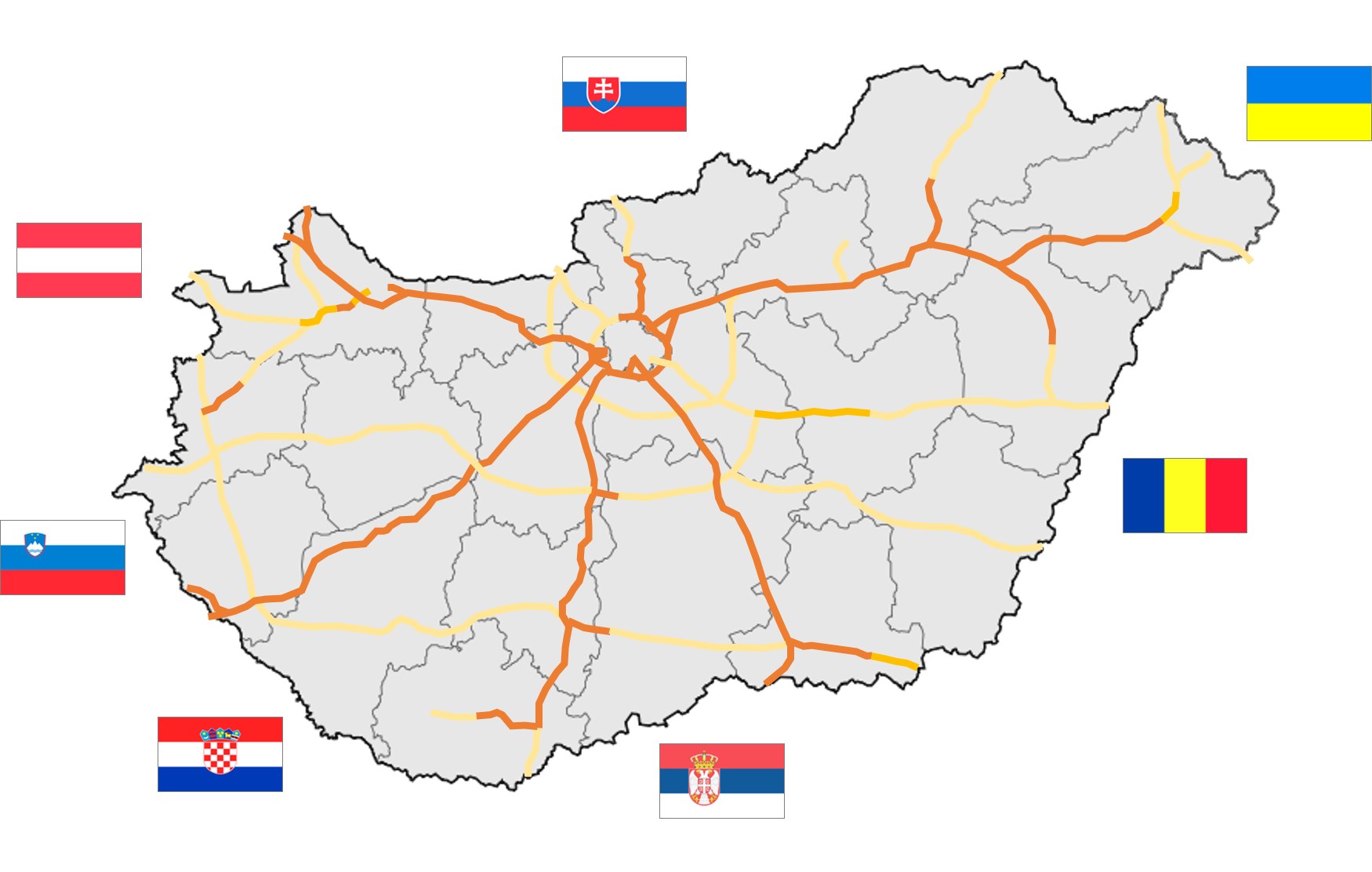
Запланированная система автомагистралей Венгрии

в период с 2007 по 2009 были достроены: M7, соединяющая Хорватию и Венгрию и M3. Вместе с этими трассами протяженность дорог Венгрии составляет более 1100 км.

### Дорожная структура Венгрии
| №   | Знак | Города и населенные пункты | Общий километраж/ построено (на 1 апреля 2010) | Схема |
| --- | ---- | --- | ---------------------------------------------- | ----- |
| M0  |      | Будаёрш — Будакеси — Реметесёлёш — Шольмар — Пилишборошьенё — Будакалас — Сигетмоноштор — Будапешт IV — Дунакеси — Будапешт XV — Фот — Чёмёр — Будапешт XVI — Киштарча — Надьитарча — Будапешт XVII — Эчер — Иллё — Вечеш — Дьяль — Будапешт XXIII — Дунахарасти — Сигетсентмиклош — Будапешт XXII — Диошд — Тёрёкбалинт — Биаторбадь — Будаёрш | 108 km / 79 km                                 |       |
| M1  |      | Будаёрш — Дьёр — Татабанья — Хедьешхалом — Австрия | 167 km / 167 km                                |       |
| M2  |      | Будапешт (М0) — Вац — Ретшаг — Словакия | 72 km / 32 km                                  |       |
| M3  |      | Будапешт (M0) — Хатван — Фюзешабонь — Польгар — Ньиредьхаза — Вашарошнамень — Берегдароц — Украина | 307 km / 234 km                                |       |
| M4  |      | Вечеш (Эчер) (M0) — Сольнок — Пюшпёкладань — Надьикереки — Румыния | 233 km / 29 km                                 |       |
| M5  |      | Дьяль (M0) — Кечкемет — Кишкунфеледьхаза — Сегед — Рёске — Сербия | 169 km / 169 km                                |       |
| M6  |      | Будапешт (M0) — Дунауйварош — Сексард — Бой — Ивандарда — Хорватия (a TEN-T hálózat része) | 212 km / 193 km                                |       |
| M7  |      | Тёрёкбалинт (M0) — Секешфехервар — Шиофок — Балатонсентдьёрди — Надьканижа — Летенье — Хорватия | 225 km / 225 km                                |       |
| M8  |      | Австрия — Сентготтхард — Веспрем — Эньинг — Шарбогард — Дунауйварош — Кечкемет — Сольнок — Фюзешабонь (M3) | 399 km / 10 km                                 |       |
| M9  |      | Сомбатхей (M86) — Залаэгерсег — Надьканижа — Инке — Капошвар — Домбовар — Сексард — Сегед | ~300 km / 21 km                                |       |
| M10 |      | Будапешт(M0) — Кештольц(M11) | ? km / 0 km                                    |       |
| M11 |      | Хатван(M3) — Эрчи(M6) — Жамбек — Кештольц — Эстергом — Словакия | ? km / 0 km                                    |       |
| M15 |      | Левель (M1) — Словакия | 14 km / 14 km                                  |       |
| M19 |      | Дьёр (M1) — Дьёр | 10 km / 10 km                                  |       |
| M25 |      | Фюзешабонь (M3) — Эгер | ? km / 0 km                                    |       |
| M30 |      | Мезёчат(M3) — Мишкольц — Энч — Торньошнемети — Словакия | 87 km / 28 km                                  |       |
| M31 |      | Надьтарча (M0) — Киштарча — Керепеш — Гёдёллё (M3) | 12 km / 0 km                                   |       |
| M34 |      | Вашарошнамень (M3) — Захонь — Украина | 33 km / 0 km                                   |       |
| M35 |      | Дьёрбехаза (M3) — Дебрецен — Береттьоуйфалу (M4) | 66 km / 44 km                                  |       |
| M43 |      | Сегед (M5) — Румыния | 58 km / 7 km                                   |       |
| M44 |      | Кечкемет — Бекешчаба — Дьюла — Румыния | ? km / 0 km                                    |       |
| M49 |      | Канторьяноши (M3) — Ченгер — Румыния | 48 km / 0 km                                   |       |
| M51 |      | Будапешт (M5) — Дунахарасти (M0) | 9 km / 9 km                                    |       |
| M60 |      | Бой (M6) — Печ | 56 km / 30 km                                  |       |
| M70 |      | Летенье (M7) — Торнисентмиклос — Словения | 20 km / 20 km                                  |       |
| M85 |      | Дьёр (M1) — Чорна — Хедьикё | ? km / 0 km                                    |       |
| M86 |      | Сомбатхей — Чорна — Мошонмадьяровар (M1) | 115 km / 18,2 km                               |       |
| M87 |      | Сомбатхей (M9/M86) — Кёсег — Олмод — Австрия | 20 km / 0 km                                   |       |

## Основные дороги

### M0
Мысль о построении кольцевой дороги вокруг Будапешта высказал д-р Вашархельи Болдисар из Будапештского технологического университета; свою концепцию он изложил в работе, опубликованной в 1941, однако до её осуществления пришлось ждать несколько десятилетий.

### M1
Автомагистраль М1 соединяет Будапешт с Веной и Хельсинки через трансъевропейский маршрут E60. М1 — одна из старейших скоростных автострад. В среднем по ней проезжает около 100 000 автомобилей в сутки на участке возле Будапешта и 30 000 возле Дьёра. M1 начали строить в 1964 году. В 90-е годы на трассе появился платный участок.

### M3
M3 — автомагистраль, ведущая на восток, связывающая города Триест — Любляна — Будапешт — Львов — Киев. Путь к Центральной и Восточной Европе является важной транзитной артерией грузовых перевозок.

### M5
M5 — автомагистраль из Будапешта, ведущая в южном направлении. Она стала третьим в Венгрии шоссе, которое длилось до границы страны. Строительство шоссе началось в 1980-х годах; в марте 2006 года магистраль была достроена до границы с Сербией. Один из участков шоссе — платный.

### M6
M6 — автомагистраль, идущая вдоль в берега реки Дунай в южном направлении. 11 июня 2006 года дорога была открыта для движения.

### M7
M7 — автомагистраль в направлении к юго-западу от Будапешта. M7 является частью европейского маршрута в Хельсинки и к Адриатическому морю, из стран Восточной Европы.

## Галерея

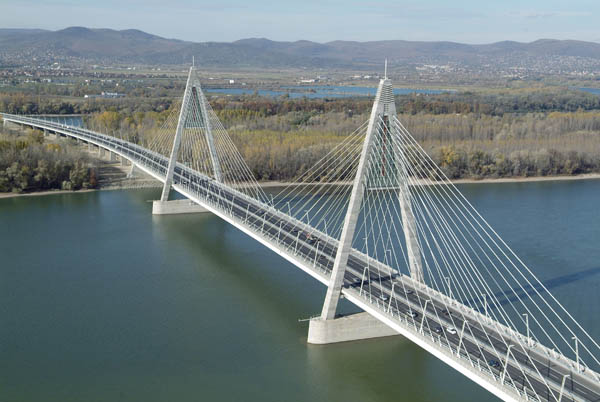
M0 Мост Медьери
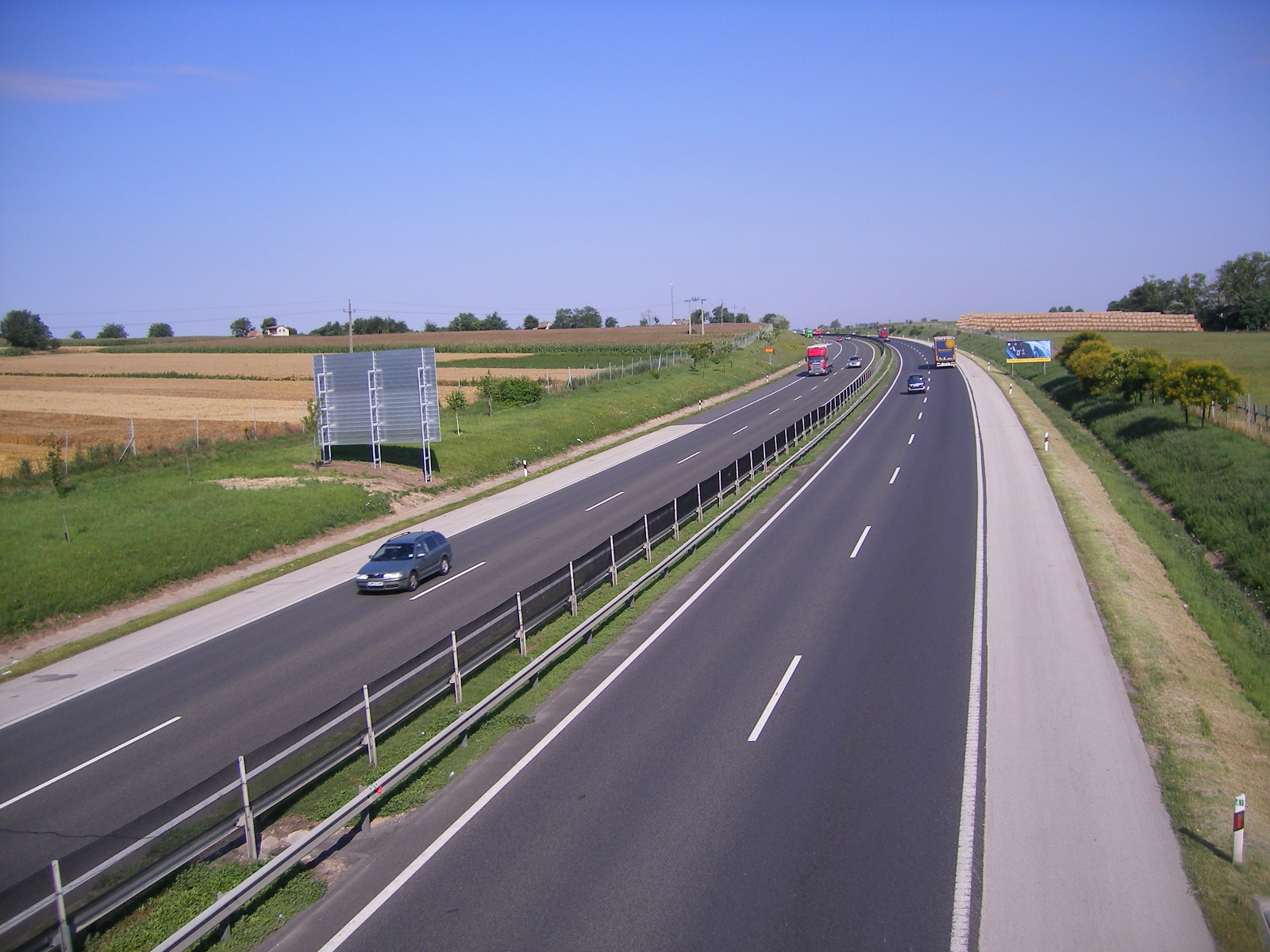
M1
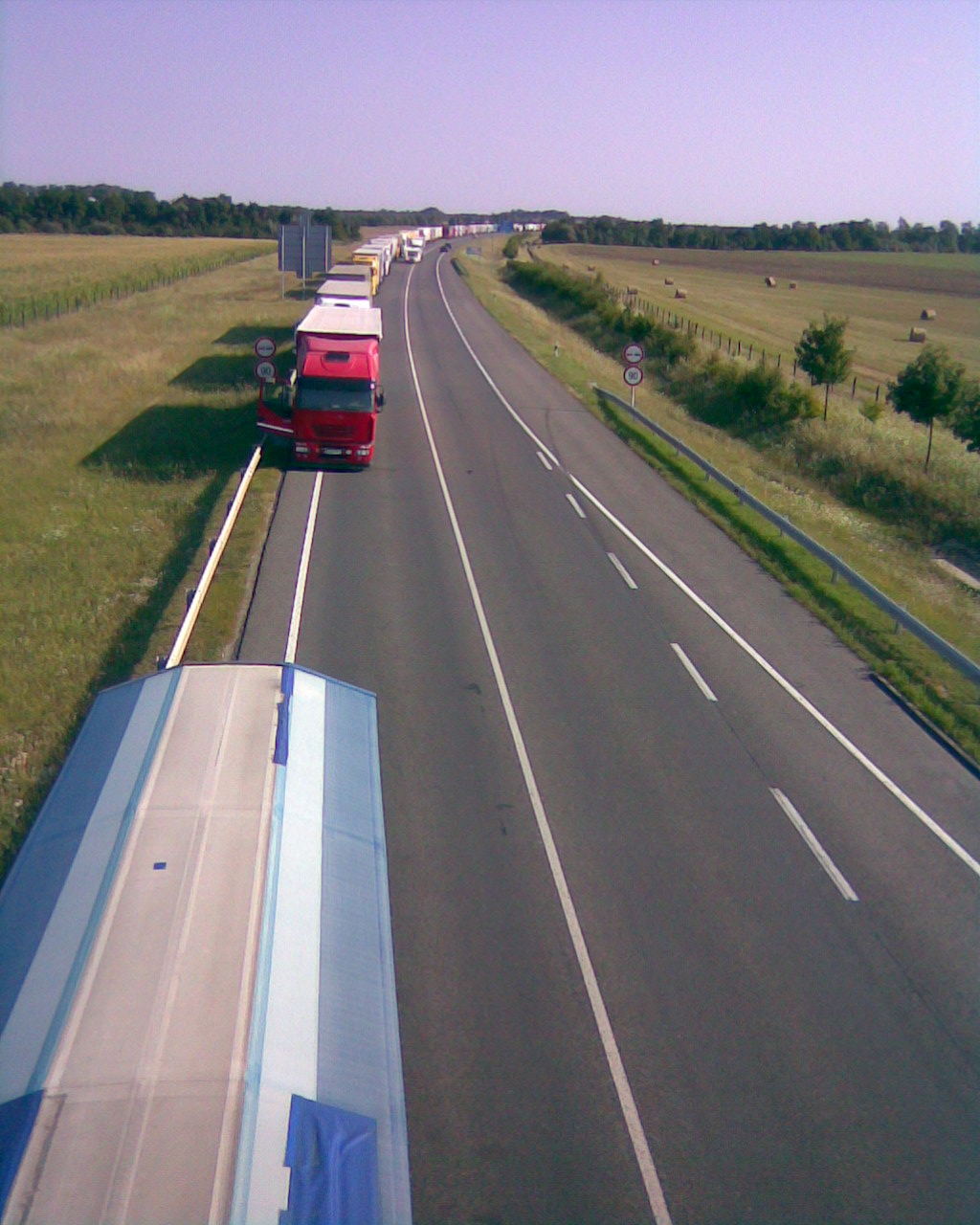
M15
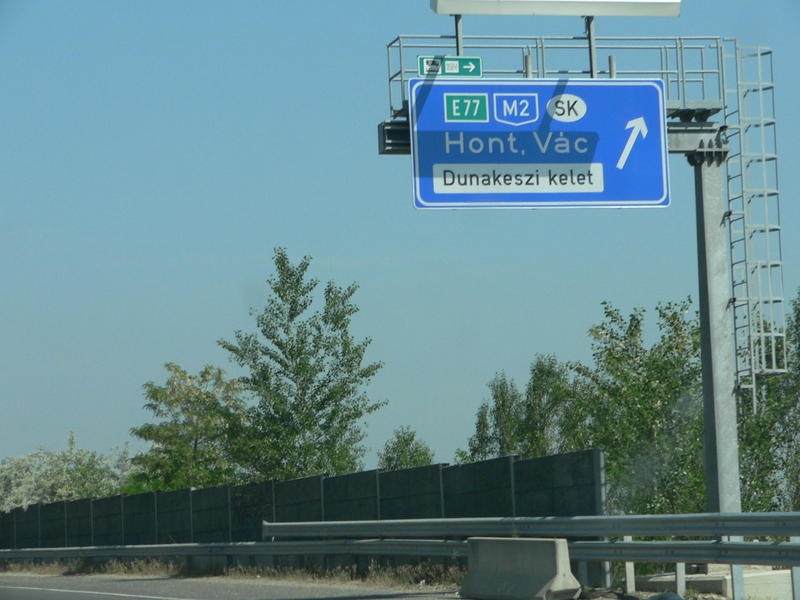
M2
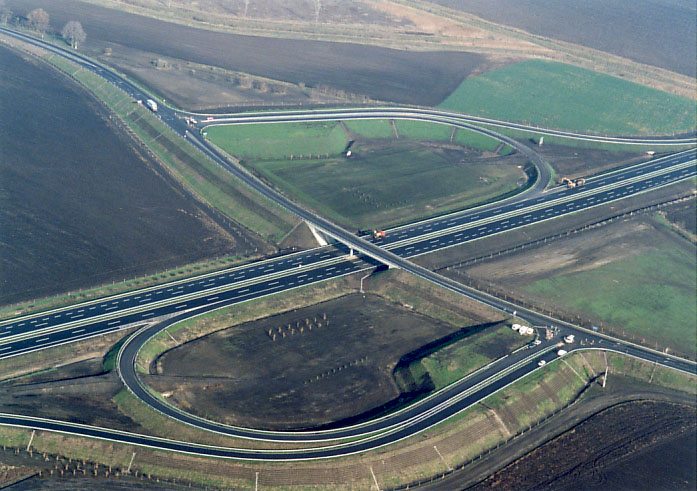
M3
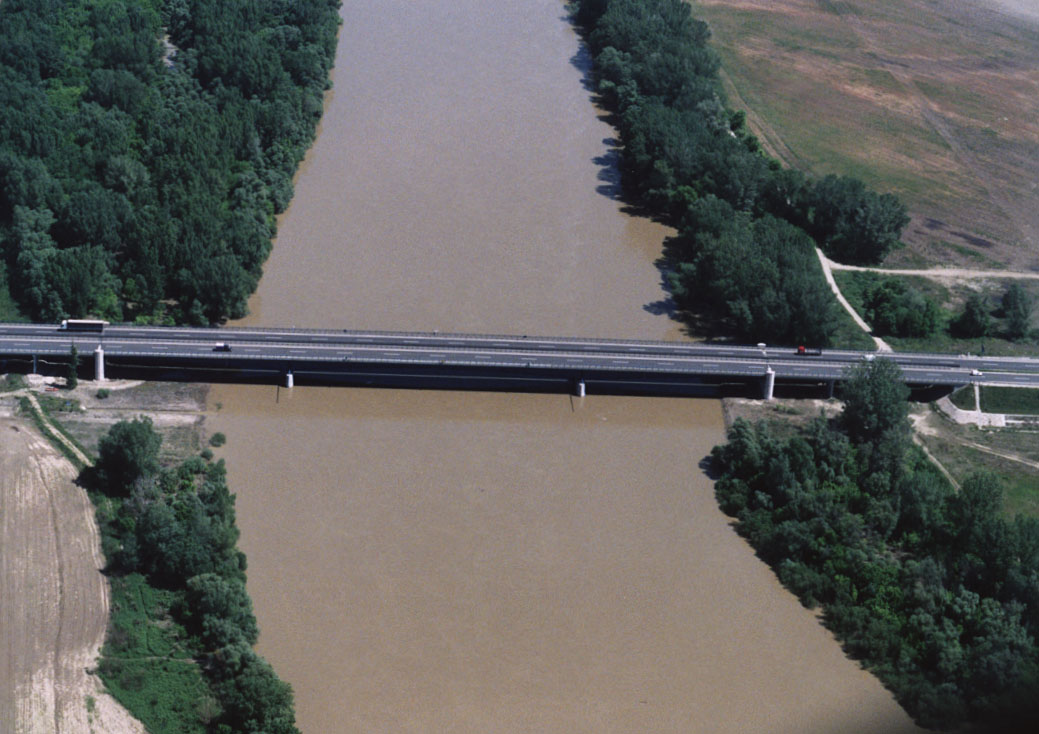
M30
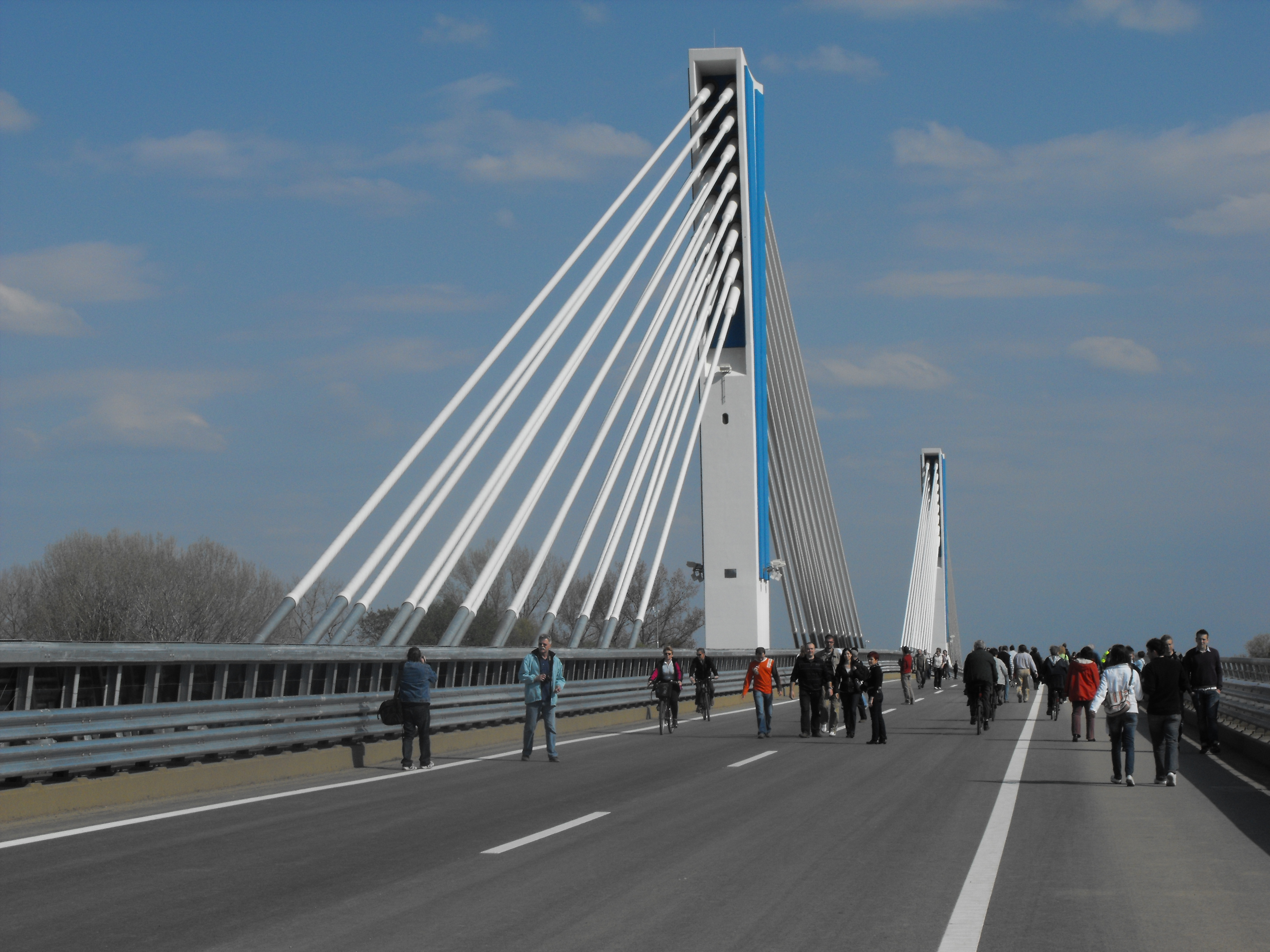
M43 Мост Мора, Ференц, Тиса
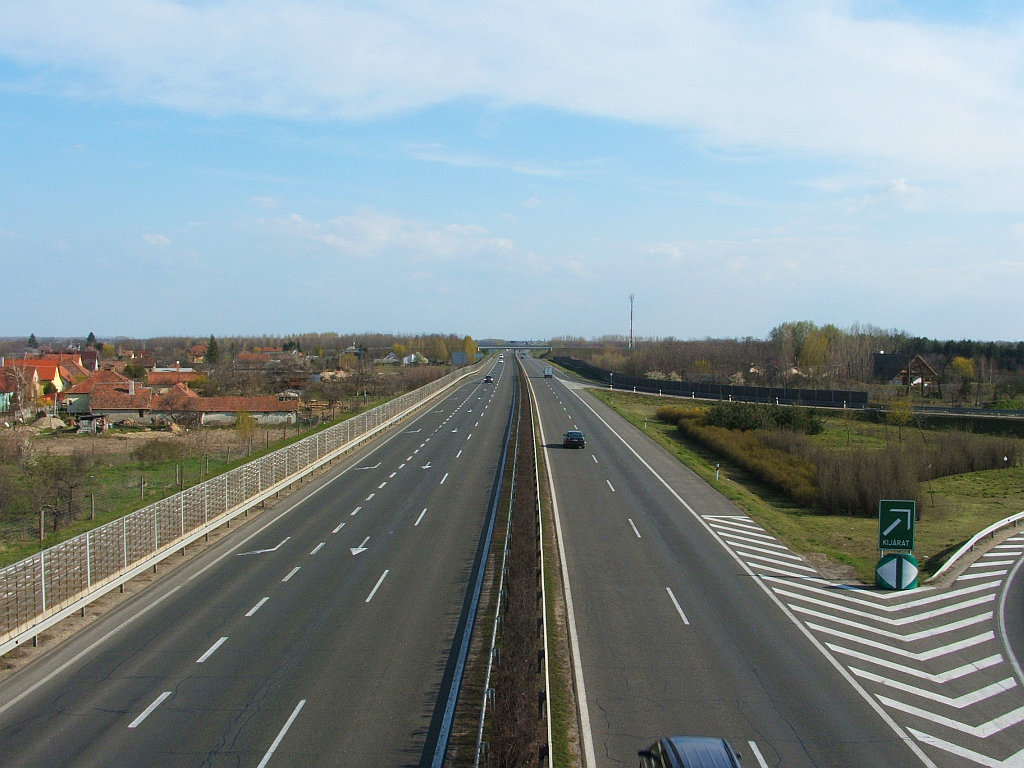
M5
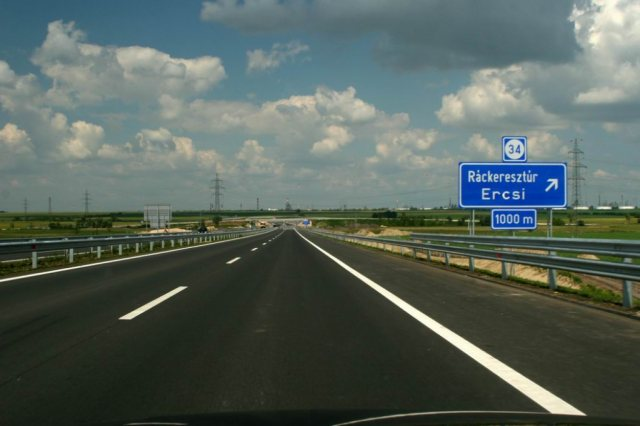
M6
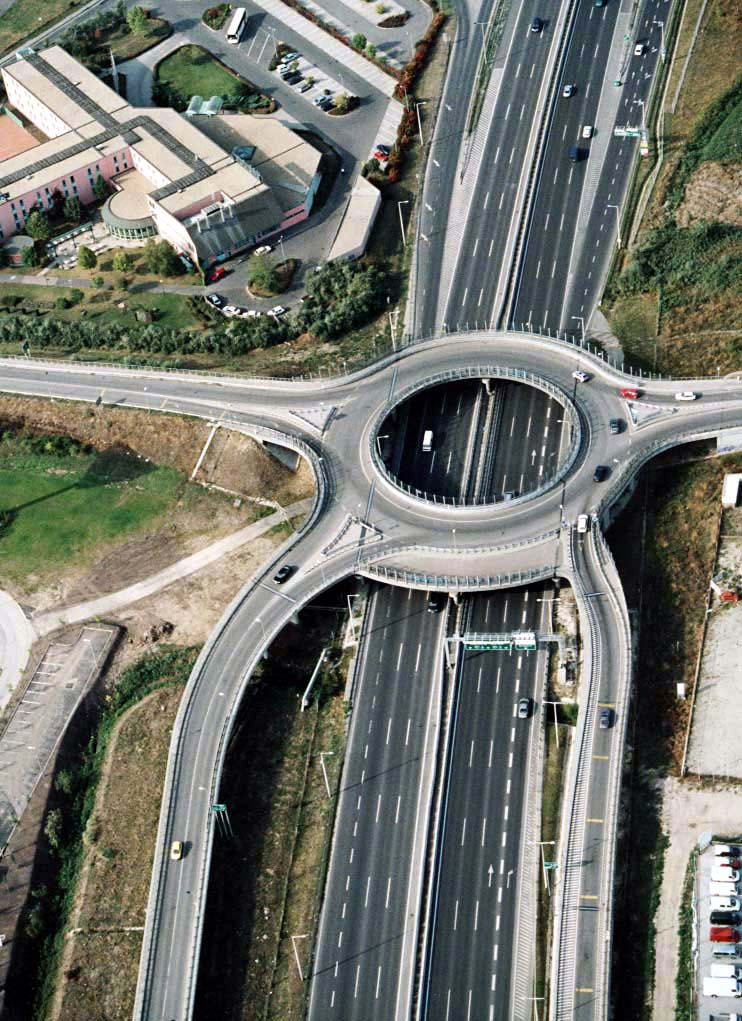
M7
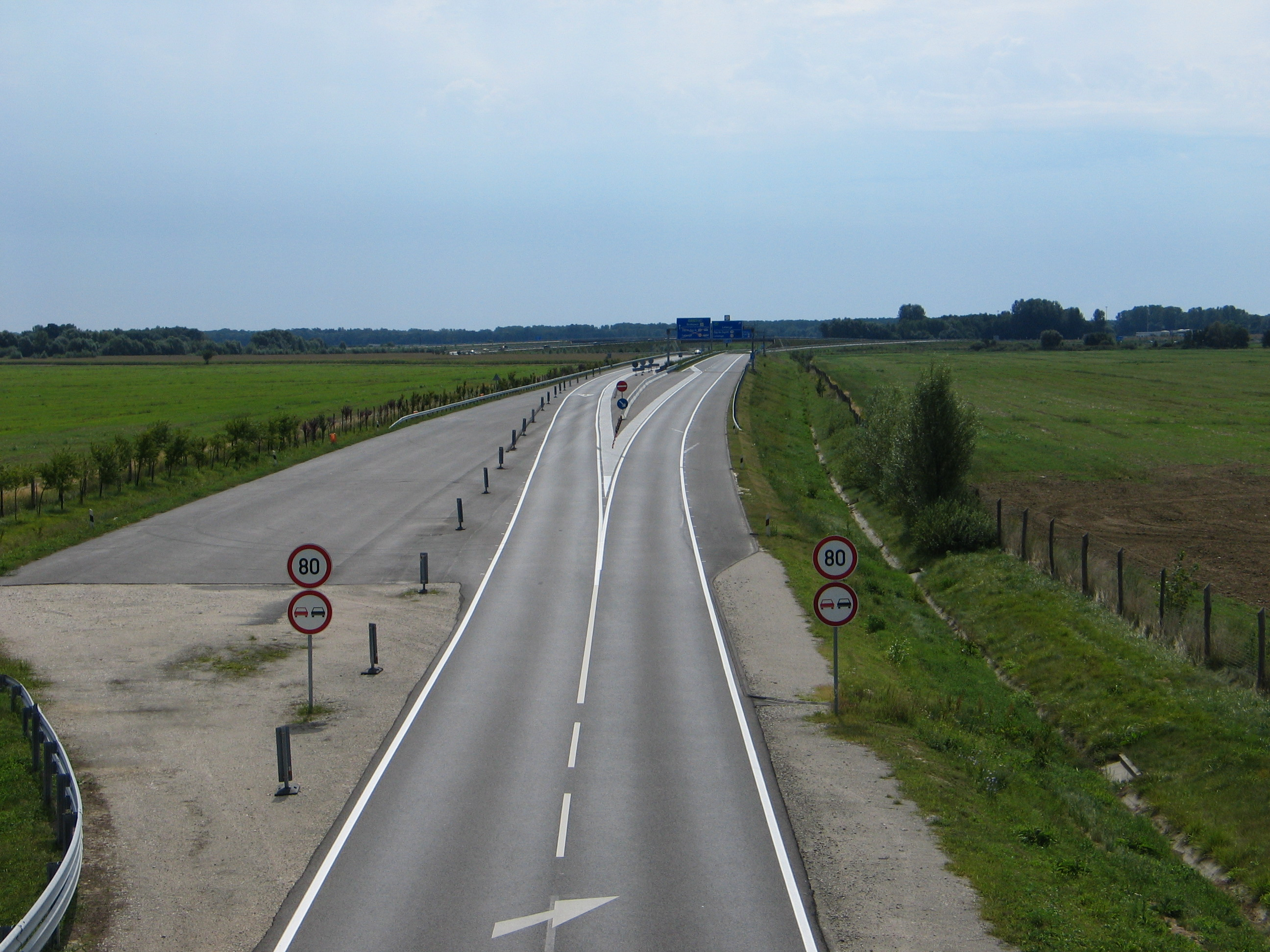
M70
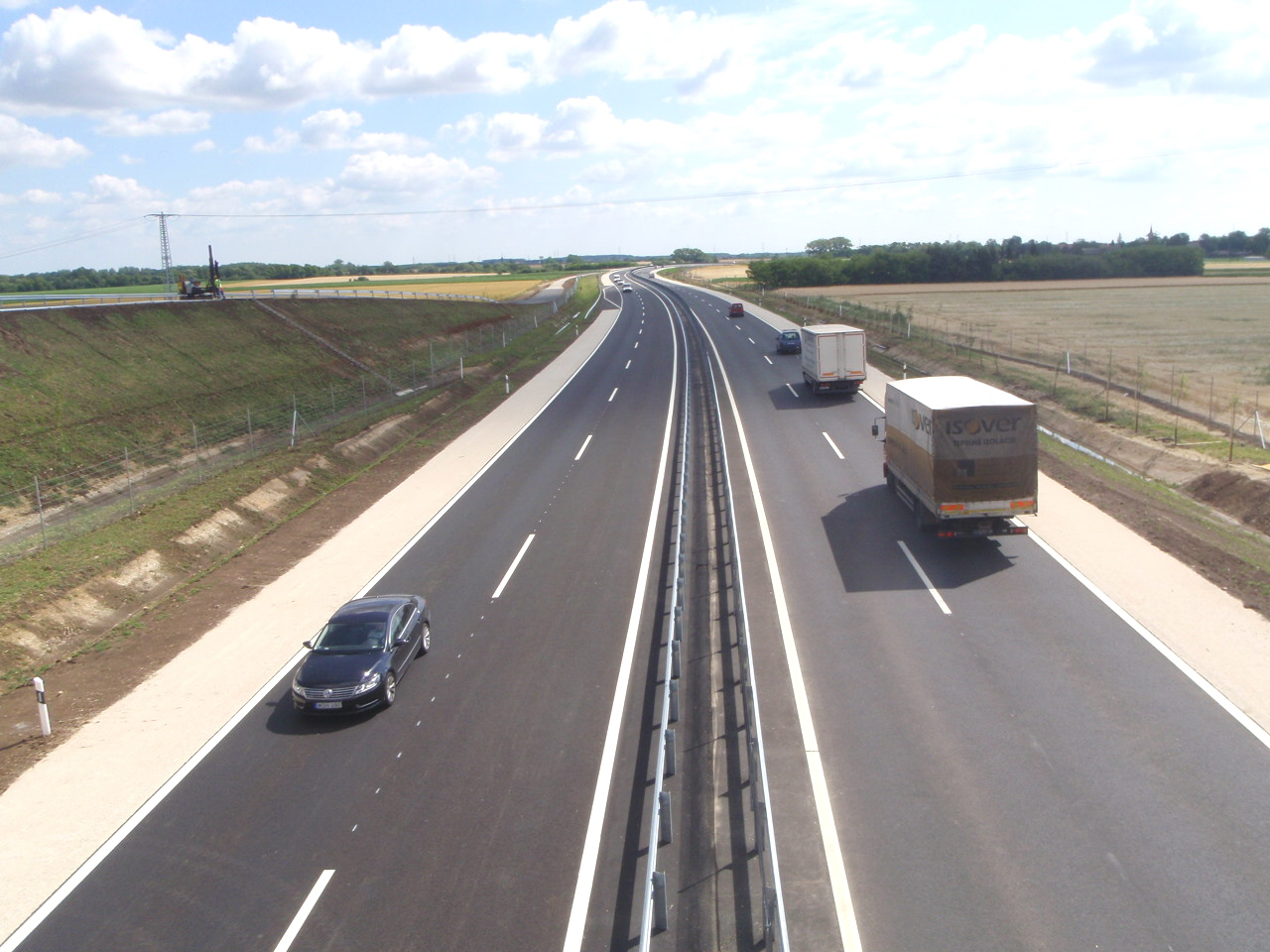
M86 Сомбатхей